# Майк Дърнт
Майк Дърнт (на английски: Mike Dirnt) e американски музикант, който е басист и беквокалист на пънк групата Green Day.

## Групи
- Green Day
- Sweet Children
- The Network
- The Frustrators
- Screeching Weasel
- Squirtgun